# Алексей Ангел Филантропин
Алексей Ангел Филантропин (греч. Ἁλέξιος Ἂγγελος Φιλανθρωπηνός) — византийский аристократ и кесарь, правивший Фессалией с 1373 по 1390 годы в качестве вассала императора.
Фессалийская ветвь династии Ангелов стала влиятельной во время правления Симеона Уроша (пр. 1359—1370), так как были родственниками его супруги. С его смертью в 1370 году, власть получил его сын Иоанн Уреш Палеолог, который уделял время духовным вопросам. Государственными делами занимался кесарь Алексей Ангел Филантропин.
Неожиданно в 1372/1373 годах он ушёл в монастырь, оставив Алексея во главе Фессалии. Тот был женат на Марии Ангелине Радославе, дочери сербского полководца Радослава Хлапена, и заручился поддержкой местных архонтов. В 1382 году Алексей получил поддержку Византийской империи, признав сюзеренитет Мануила II Палеолога, правившего городом Фессалоники на условиях апанажа. В последний раз Филантропин упоминается в 1388 году, и возможно он умер в 1390 году, когда ему наследовал его сын (или брат) Мануил Ангел Филантропин.
Мануил или (что более вероятно) Алексей был дедом сербского правителя Михайло Ангеловича и османского великого визиря Махмуда Паши..